# 米罗皮利亚 (苏梅区)

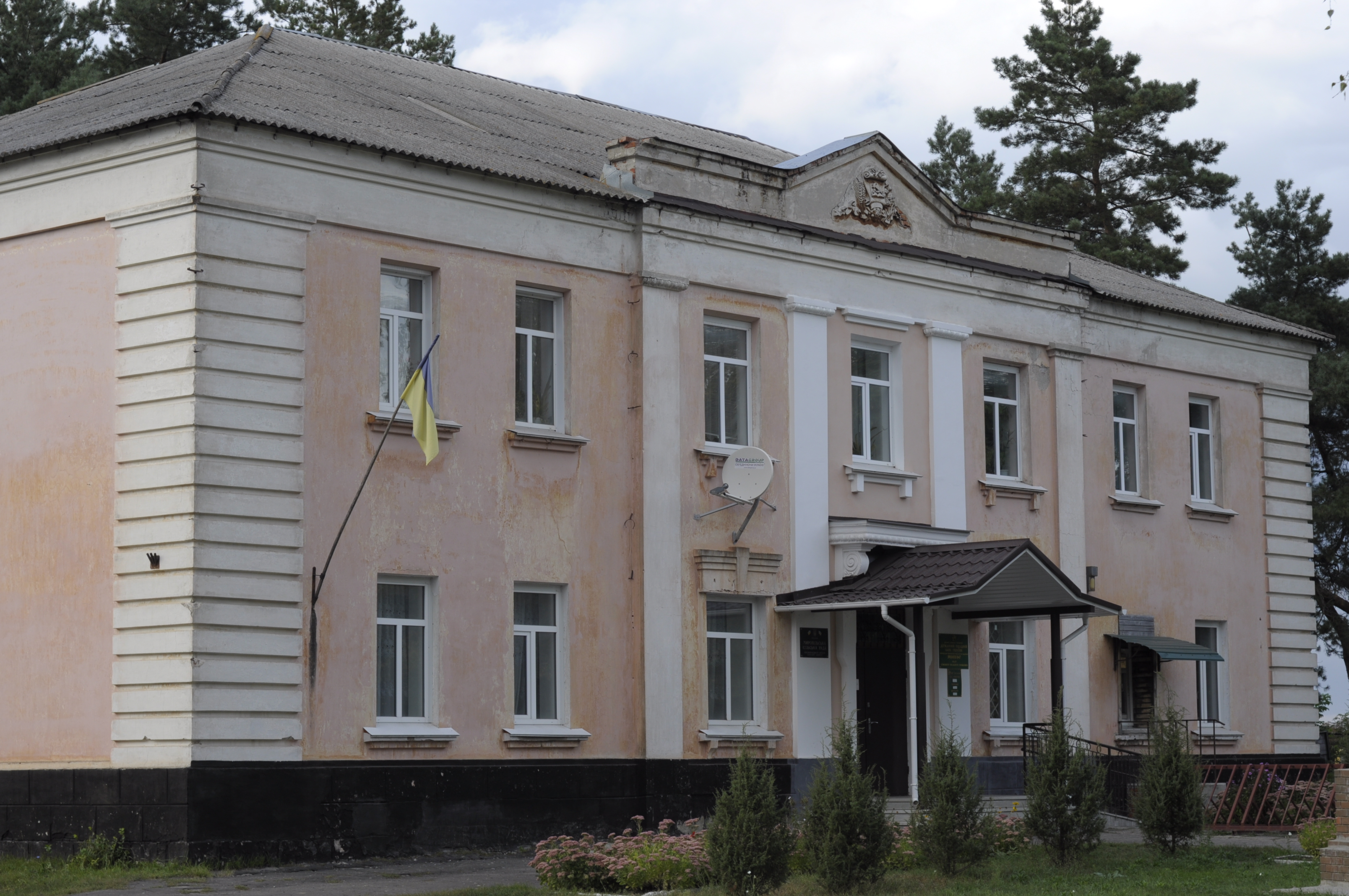
原村议会楼

米罗皮利亚（烏克蘭語：Миропілля），是烏克蘭東北部蘇梅州蘇梅區米罗皮利亚市镇内的村落及其行政中心。處於普肖爾河左岸，距離亚历山德里亚1公里，海拔高度139米，2025年人口42。